# Лајонел Хац
Лајонел Хац (енгл. Lionel Hutz) је измишљени лик из цртаног филма Симпсонови, коме глас позајмљује Фил Хартман. 
Лајонел игра једног адвоката у епизодама Симпсонових, који држи своју канцлерарију у тржном центру града Спрингфилда.